# شهرستان بوپا
شهرستان بوپا (به لاتین: Bopa) یک منطقهٔ مسکونی در بنین است که در استان مونو واقع شده‌است. شهرستان بوپا ۳۶۵ کیلومتر مربع مساحت و ۷۰٬۲۶۸ نفر جمعیت دارد.